# Ismael Londt
Ismael Londt (Rotterdam, 12 juli 1985) is een Nederlands kickbokser van Surinaamse komaf.
Londt is sinds 2008 actief op professioneel niveau en nam deel aan de franchises SLAMM, K-1, It's Showtime, SUPERKOMBAT en Glory. Hij werd op 7 juli 2012 wereldkampioen in het zwaargewicht bij SUPERKOMBAT.